# Anna Abrikóssova
Anna Ivànovna Abrikóssova rus: А́нна Ива́новна Абрико́сова (mare Caterina); (23 de gener de 1882, Kitai-gorod, Moscou, Imperi Rus — 23 de juliol de 1936 presó de Butirka, Moscou, Unió Soviètica) — fou una monja catòlica russa, traductora literària i víctima de la repressió exercida durant el govern de Ióssif Stalin. També va ser la fundadora d'una comunitat grecocatòlica del Tercer Orde de Sant Domènec que ha captat gran atenció, fins i tot entre els historiadors seculars de la repressió soviètica. En una antologia de les memòries de les dones del Gulag, l'historiadora Veronica Shapovalov descriu Anna Abrikóssova com "una dona de notable erudició i força de voluntat", que "va aconseguir organitzar les germanes de tal manera que fins i tot després de llur detenció van continuar el seu treball" També s'esmenta pel seu nom en el primer volum d'Arxipèlag Gulag per Aleksandr Soljenitsin.
Des de l'any 2002, la vida de la mare Caterina ha estat sota escrutini per a la seva possible beatificació per la Santa Seu. El seu títol actual és serventa de Déu.

## Vida

### Primers anys
Anna Ivànovna Abrikóssova va néixer en una família benestant de propietaris de fàbrica i filantrops, que eren els proveïdors oficials de confits de xocolata a la Cort Imperial russa. El seu avi era l'industrial Aleksei Ivànovitx Abrikóssov. El seu pare, Ivan Alekséievitx Abrikóssov, s'esperava que es fes càrrec de l'empresa familiar fins a la seva mort prematura per tuberculosi. Els seus germans inclouen el diplomàtic tsarista Dmitri Abrikóssov i Aleksei Ivànovitx Abrikóssov, el metge que embalsamà Vladímir Lenin.
Tot i que els membres més joves de la família poques vegades assistien a la Divina Litúrgia, els Abrikóssov es consideraven a si mateixos com a pilars de l'Església ortodoxa russa. Els pares d'Anna van morir d'hora: la seva mare en donar a llum a ella, i el seu pare deu dies més tard, de tuberculosi. Anna i els seus quatre germans van ser criats a la família del seu oncle, Nikolai Alekséievitx Abrikóssov.
Les memòries del seu germà Dmitri «descriuen llur infància com a despreocupada i alegre» i escriu que la seva institutriu britànica «estava bastant impressionada amb l'estreta relació entre pares i fills». Ella solia dir que a Anglaterra «els nens es veien, però no se sentien».
Amb el desig de ser mestra, Anna es va graduar amb medalla de Grau Or del Liceu de les primeres dones a Moscou el 1899. A continuació, va entrar a la universitat d'un professor, on el cos d'estudiants li feia ostracisme i la pressionava per ser d'una família rica.
Més tard va recordar, «[c]ada dia que entrava a l'habitació de les nenes havien d'obrir-me el pas i romandre a un costat sense raspallar-me fins que no hagués passat perquè m'odiaven com una de la classe privilegiada».
Després de graduar-se, va ensenyar breument en un escola parroquial ortodoxa russa, però es va veure obligat a abandonar després que el sacerdot amenacés amb denunciar-la a l'Okhrana. A continuació, va decidir seguir un vell somni d'assistir al Girton College, el college femení de la Universitat de Cambridge. Mentre estudiava història entre 1901-1903, Anna es va fer amiga de Lady Dorothy Georgiana Howard, filla de George Howard, 9è comte de Carlisle i la «comtessa Radical» de Carlisle. Les cartes de Lady Dorothy a la seva mare segueixen sent la millor font per als dies de la universitat d'Anna. Ella finalment va tornar a Rússia sense un títol i es va casar amb el seu cosí germà, Vladímir Abrikóssov.

### Catolicisme
Els Abrikóssov va passar la següent dècada viatjant al Regne d'Itàlia, Suïssa i França.

Segons el pare Ciril Korolevski: 
 Durant el viatge, va estudiar molt. Ella ... llegia una sèrie de llibres catòlics. Li va agradar especialment el diàleg de Santa Caterina de Siena i va començar a dubtar de l'ortodòxia oficial cada vegada més. Finalment, es va acostar al capellà de la gran i aristocràtica Església de la Madeleine a París, l'abat Maurice Rivière, que més tard es va convertir en Bisbe de Périgueux. Va donar instruccions i fou rebuda en el si de l'Església Catòlica el 20 de desembre de 1908. Sorprenentment, sobretot en aquest moment, se li va informar que tot i que havia estat rebuda amb el ritual llatí, ella sempre pertanyeria canònicament a l'Església Grecocatòlica. Ella va continuar llegint i va arribar a preferir l'espiritualitat dominicana i gaudir de les biografies de Lacordaire i Domènec de Guzmán... Ella mai va deixar de pensar en Rússia, però igual que moltes altres persones, pensava que només els sacerdots catòlics eren capaços de treballar amb les ànimes russes. A poc a poc, ella va guanyar el seu marit a les seves conviccions religioses. El 21 de desembre de 1909, Vladímir també va ser rebut a l'Església Catòlica. Tots dos creien que anaven a romandre a l'estranger, on tenien plena llibertat de religió i ... un vague pla per unir-se a algun monestir o comunitat semimonástica. Com sabien que d'acord amb els cànons eren catòlics grecs, van sol·licitar Pius X a través d'un prelat romà permís per esdevenir catòlics - ells consideraven això una mera formalitat. Per la seva gran sorpresa el Papa es va negar de ple ... i els va recordar les disposicions de l'Orientalium dignitas . Ells acabaven de rebre aquesta resposta quan un telegrama els va convocar a Moscou per raons familiars.
La parella va tornar a Rússia el 1910. Al seu retorn, el Abrikóssov va trobar un grup de terciaris dominicans que s'havia establert amb anterioritat per una tal Natàlia Rózanova. Van ser rebuts al Tercer Orde de Sant Domènec per Fra Albert Libercier, O.P., de l'Església catòlica romana de Sant Lluís a Moscou. El 19 de maig de 1917, Vladimir era ordenat al sacerdoci pel metropolità Andrei Xeptitski de l'Església grecocatòlica ucraïnesa. Amb el seu marit, ara ja a un sacerdot, segons el costum romà Anna era lliure de prendre vots monàstics. Ella va prendre vots com a monja dominicana, assumint el seu nom religiós en aquest moment, i va fundar una congregació religiosa grecocatòlica de l'Orde allà a Moscou. Diverses de les dones entre els terciaris seculars es va unir a ella en aquest compromís. Per tant, era una comunitat del Tercer Orde Regular Dominicà establerta a la Rússia soviètica.

### Empresonament
A causa del seu treball amb la Missió d'Ajuda papal a Rússia, la Mare Caterina va ser detinguda per l'OGPU. Poc abans que el Col·legi Superm de l'OGPU dictés les sentències, la Mare Caterina va dir a les germanes de la seva comunitat, "Qui de vosaltres, en un moment de fervor, no ha demanat a Crist per la gràcia de participar en els seus sofriments?"
La Mare Caterina va ser condemnada a deu anys de presó. Primer va estar a la presó de Tobolsk, originalment en una cel·la amb presos comuns. No obstant això, les autoritats de la presó, en veure el respecte que aquestes dones manifestaven envers la monja dominicana, van decidir incomunicar-la. En 1929 - 1932, va romandre en règim d'aïllament a la presó política de Iaroslavl, amb un règim molt estricte. En les rares trobades amb altres reclusos durant els passejos va tractar d'animar-los. Se sap que sota la seva influència un jove abandonà la seva intenció de suïcidar-se.
Després de ser-li diagnosticat un càncer de mama, va ser traslladada a la infermeria de la presó de Butirka per a una operació en maig 1932. l'operació eliminà el seu pit esquerre, part dels músculs de l'esquena i del costat. Es va quedar sense poder usar el seu braç esquerre, però es va considerar lliure de càncer.
Mentrestant, Iekaterina Peixkova, esposa de l'autor Maksim Gorki i cap de la Creu Roja Política, havia intercedit amb Stalin per assegurar el seu alliberament, per raó de la seva malaltia i que la seva sentència era gairebé completa.
El 13 d'agost de 1932, la mare Catalina va demanar ser retornada a Iaroslavl. No obstant això, a petició de la Creu Roja Polonesa (iniciada pel bisbe catòlic Pie Eugène Joseph Neveu), fou alliberada de la presó el 14 d'agost de 1932, abans d'hora, per raons de salut. Des de Butirka i es va dirigir directament a l'Església de Sant Lluís dels Francesos.

### Rearrest
Després del seu alliberament, la Mare Caterina es va establir a Kostromà, des d'on, malgrat una malaltia greu, va viatjar a Moscou, on va participar en reunions secretes de joves interessats en la religió, que va organitzar Kamil·la Kruixelnítskaia. Alhora, va rebutjar un oferiment per sortir de la URSS, tot i la possibilitat de ser detinguda, un fet que es va produir el 5 d'agost de 1933 a Kostromà. La van acusar de crear una organització antisoviètica i de la seva direcció, de propaganda antisoviètica i comunicació amb la comissió russa de la Congregació per a les Esglésies Orientals. Durant l'interrogatori, va dir que era partidària de les llibertats polítiques: 
 Em considero una partidària d'un partit democratacristià, que tingui com a objectiu la posada en pràctica dels ideals d'un parlamentarisme democràtic-burgès extraparlamentari. En el sistema soviètic troba la seva expressió, en particular, la política de terror i l'opressió de l'individu. A l'URSS, s'implementa i la dictadura del Partit Comunista sobre el poble. 
(Soviètica, en el seu esperit, la formulació "democràtic-burgès" pot pertànyer a l'investigador que va escriure'n el testimoni).
Després d'haver estat declarada culpable dels càrrecs, la Mare Caterina va ser retornada a la presó política aïlladora de Iaroslavl.

## Mort
La Mare Caterina Abrikóssova va morir de càncer d'ossos a la infermeria de la presó de Butirka el 23 de juny de 1936, a l'edat de 54 anys. Tot i les repetides crides de diversos governs i el deteriorament de la seva salut, mai no va ser alliberada.
Després d'haver-li estat feta l'autòpsia, el seu cos fou incinerat en secret al cementiri Donskoi i les seves cendres van ser enterrades en una fossa comuna al mateix lloc.

## Llegat
La causa per a la beatificació de la Mare Caterina Abrikóssova per l'Església Catòlica es va obrir i es va presentar a la Santa Seu el 2003.